# Liste des monuments historiques de la Haute-Corse
Cet article recense les monuments historiques de la Haute-Corse, en France.

## Généralités
Au 21 juillet 2025, la Haute-Corse compte 206 édifices comportant au moins une protection au titre des monuments historiques, dont 92 sont classés et 125 sont inscrits. Le total des monuments classés et inscrits est supérieur au nombre total de monuments protégés car plusieurs d'entre eux sont à la fois classés et inscrits.
La liste suivante les recense, organisés par commune.

## Liste
Du fait du nombre d'édifices protégés dans certaines communes, elles font l'objet de listes séparées : 
- Pour Bastia, voir la liste des monuments historiques de Bastia.

- Haut – A
- B
- C
- D
- E
- F
- G
- H
- I
- J
- K
- L
- M
- N
- O
- P
- Q
- R
- S
- T
- U
- V
- W
- X
- Y
- Z

- | Monument                                                                            | Commune                      | Adresse                                        | Coordonnées                                    | Notice                                         | Protection                                     | Date                                           | Illustration                                      |
| ----------------------------------------------------------------------------------- | ---------------------------- | ---------------------------------------------- | ---------------------------------------------- | ---------------------------------------------- | ---------------------------------------------- | ---------------------------------------------- | ------------------------------------------------- |
| Couvent Saint-François                                                              | Alando                       |                                                | 42° 18′ 26″ nord, 9° 17′ 48″ est               | « PA00135317 »                                 | Inscrit                                        | 1995                                           | Couvent Saint-François                            |
| Église Saint-Marcel                                                                 | Aléria                       |                                                | 42° 06′ 16″ nord, 9° 30′ 42″ est               | « PA00099149 »                                 | Inscrit                                        | 1987                                           | Église Saint-Marcel                               |
| Fort de Matra                                                                       | Aléria                       |                                                | 42° 06′ 16″ nord, 9° 30′ 40″ est               | « PA00099150 »                                 | Classé                                         | 1962                                           | Fort de Matra                                     |
| Nécropole préromaine d'Aléria                                                       | Aléria                       | Mattonata Casabianda Lavandagio                | 42° 05′ 02″ nord, 9° 30′ 00″ est               | « PA00099151 »                                 | Classé                                         | 1972                                           | Nécropole préromaine d'Aléria                     |
| Thermes romains de Santa Laurina                                                    | Aléria                       |                                                | 42° 06′ 10″ nord, 9° 30′ 33″ est               | « PA2B000005 »                                 | Inscrit                                        | 2007                                           | Image manquante Téléverser                        |
| Ville antique d'Aléria                                                              | Aléria                       |                                                | 42° 06′ 10″ nord, 9° 30′ 35″ est               | « PA00099262 »                                 | Classé                                         | 1990                                           | Ville antique d'Aléria                            |
| Château d'Algajola                                                                  | Algajola                     |                                                | 42° 36′ 33″ nord, 8° 51′ 44″ est               | « PA00099152 »                                 | Inscrit                                        | 1965                                           | Château d'Algajola                                |
| Pieve San Ghjuvanni du Ponte a u Larice d’Altiani                                   | Altiani                      | Près du pont génois                            | 42° 13′ 21″ nord, 9° 15′ 55″ est               | « PA00099153 »                                 | Classé                                         | 1977                                           | Pieve San Ghjuvanni du Ponte a u Larice d’Altiani |
| Pont génois                                                                         | Altiani                      |                                                | 42° 13′ 19″ nord, 9° 15′ 55″ est               | « PA00099154 »                                 | Classé                                         | 1977                                           | Pont génois                                       |
| Le couvent Saint François                                                           | Ampriani                     |                                                | 42° 15′ 37″ nord, 9° 21′ 20″ est               | « PA2B000011 »                                 | Inscrit                                        | 2008                                           | Le couvent Saint François                         |
| Église de la Sainte-Trinité                                                         | Aregno                       |                                                | 42° 34′ 57″ nord, 8° 53′ 51″ est               | « PA00099155 »                                 | Classé                                         | 1883                                           | Église de la Sainte-Trinité                       |
| Pont génois                                                                         | Asco                         |                                                | 42° 26′ 48″ nord, 9° 01′ 53″ est               | « PA00099156 »                                 | Inscrit                                        | 1984                                           | Pont génois                                       |
| Église San Pantaleone                                                               | Barrettali                   | Chiesa                                         | 42° 52′ 36″ nord, 9° 21′ 19″ est               | « PA00099157 »                                 | Inscrit                                        | 1984                                           | Église San Pantaleone                             |
|                                                                                     | Bastia                       | Voir liste des monuments historiques de Bastia | Voir liste des monuments historiques de Bastia | Voir liste des monuments historiques de Bastia | Voir liste des monuments historiques de Bastia | Voir liste des monuments historiques de Bastia | Voir liste des monuments historiques de Bastia    |
| Église Saint-Thomas                                                                 | Belgodère                    |                                                | 42° 35′ 10″ nord, 9° 01′ 04″ est               | « PA00099164 »                                 | Inscrit                                        | 1987                                           | Église Saint-Thomas                               |
| Église de l'Annonciation                                                            | Borgo                        |                                                | 42° 33′ 16″ nord, 9° 25′ 34″ est               | « PA00099165 »                                 | Classé                                         | 1988                                           | Église de l'Annonciation                          |
| Chapelle de la confrérie                                                            | Brando                       | Parocchia - Castello                           | 42° 46′ 41″ nord, 9° 27′ 40″ est               | « PA00135320 »                                 | Classé                                         | 2024                                           | Chapelle de la confrérie                          |
| Chapelle Notre-Dame-des-Neiges                                                      | Brando                       | Parocchia - Castello                           | 42° 46′ 42″ nord, 9° 27′ 38″ est               | « PA00099166 »                                 | Classé                                         | 1976                                           | Chapelle Notre-Dame-des-Neiges                    |
| Chapelle pisane                                                                     | Brando                       | Parocchia - Castello                           | 42° 46′ 41″ nord, 9° 27′ 39″ est               | « PA00099167 »                                 | Classé                                         | 1958                                           | Chapelle pisane                                   |
| Église paroissiale Santa Maria Assunta de Brando                                    | Brando                       |                                                | 42° 46′ 41″ nord, 9° 27′ 39″ est               | « PA2B000026 »                                 | Inscrit                                        | 2014 2022                                      | Église paroissiale Santa Maria Assunta de Brando  |
| Maison Ferdinandi                                                                   | Brando                       | Pozzo                                          | 42° 46′ 09″ nord, 9° 27′ 27″ est               | « PA00125390 »                                 | Classé                                         | 2000                                           | Image manquante Téléverser                        |
| Tour d'Erbalunga                                                                    | Brando                       | Erbalunga                                      | 42° 46′ 25″ nord, 9° 28′ 37″ est               | « PA00135319 »                                 | Inscrit                                        | 1995                                           | Tour d'Erbalunga                                  |
| Couvent d'Oveglia                                                                   | Cagnano                      |                                                | 42° 53′ 07″ nord, 9° 25′ 26″ est               | « PA00099263 »                                 | Inscrit                                        | 1990                                           | Couvent d'Oveglia                                 |
| Tour de Losso                                                                       | Cagnano                      | D 80                                           | 42° 51′ 40″ nord, 9° 28′ 51″ est               | « PA00099168 »                                 | Inscrit                                        | 1926                                           | Tour de Losso                                     |
| Chapelle de la confrérie                                                            | Calenzana                    | Place de l'Église                              | 42° 30′ 29″ nord, 8° 51′ 18″ est               | « PA00099169 »                                 | Inscrit                                        | 1981                                           | Chapelle de la confrérie                          |
| Église Saint-Blaise                                                                 | Calenzana                    | Place de l'Église                              | 42° 30′ 31″ nord, 8° 51′ 21″ est               | « PA00099170 »                                 | Classé                                         | 1981                                           | Église Saint-Blaise                               |
| Église Sainte-Restitude                                                             | Calenzana                    |                                                | 42° 30′ 50″ nord, 8° 51′ 55″ est               | « PA00099274 »                                 | Inscrit                                        | 1990                                           | Église Sainte-Restitude                           |
| Citadelle de Calvi                                                                  | Calvi                        |                                                | 42° 34′ 06″ nord, 8° 45′ 39″ est               | « PA00099175 »                                 | Classé                                         | 1990                                           | Citadelle de Calvi                                |
| Église Sainte-Marie                                                                 | Calvi                        |                                                | 42° 34′ 00″ nord, 8° 45′ 27″ est               | « PA00099172 »                                 | Classé                                         | 1988                                           | Église Sainte-Marie                               |
| Hôtel Nord-Sud                                                                      | Calvi                        | Avenue Saint François                          | 42° 34′ 09″ nord, 8° 45′ 26″ est               | « PA00099173 »                                 | Inscrit                                        | 1975                                           | Hôtel Nord-Sud                                    |
| Oratoire Saint-Antoine                                                              | Calvi                        | Rue Saint-Antoine                              | 42° 34′ 04″ nord, 8° 45′ 39″ est               | « PA00099174 »                                 | Classé                                         | 1976                                           | Oratoire Saint-Antoine                            |
| Pro-cathédrale Saint-Jean-Baptiste                                                  | Calvi                        |                                                | 42° 34′ 07″ nord, 8° 45′ 25″ est               | « PA00099171 »                                 | Classé                                         | 1920                                           | Pro-cathédrale Saint-Jean-Baptiste                |
| Chapelle San Quilico                                                                | Cambia                       |                                                | 42° 22′ 44″ nord, 9° 17′ 34″ est               | « PA00099176 »                                 | Classé                                         | 1976                                           | Chapelle San Quilico                              |
| Chapelle Santa Maria de Cambia                                                      | Cambia                       |                                                | 42° 22′ 27″ nord, 9° 17′ 26″ est               | « PA2B000018 »                                 | Classé                                         | 2013                                           | Chapelle Santa Maria de Cambia                    |
| Église Saint-Pierre-Saint-Paul                                                      | Campile                      | Place du Village                               | 42° 29′ 33″ nord, 9° 21′ 24″ est               | « PA00099177 »                                 | Classé                                         | 1984                                           | Église Saint-Pierre-Saint-Paul                    |
| Église Santa Maria Assunta                                                          | Canari                       | Rue des HLM                                    | 42° 50′ 42″ nord, 9° 19′ 50″ est               | « PA00135321 »                                 | Inscrit                                        | 1995                                           | Église Santa Maria Assunta                        |
| Mulinu di Pendente                                                                  | Canari                       | D 33                                           | 42° 51′ 30″ nord, 9° 21′ 33″ est               | « PA2B000008 »                                 | Inscrit                                        | 2007                                           | Mulinu di Pendente                                |
| Église Sainte-Marguerite                                                            | Carcheto-Brustico            |                                                | 42° 22′ 00″ nord, 9° 22′ 04″ est               | « PA00099178 »                                 | Classé                                         | 1976                                           | Église Sainte-Marguerite                          |
| Couvent Saint-Antoine                                                               | Casabianca                   |                                                | 42° 27′ 06″ nord, 9° 21′ 50″ est               | « PA00099264 »                                 | Inscrit                                        | 1990                                           | Couvent Saint-Antoine                             |
| Église de l'Annonciation                                                            | Casabianca                   |                                                | 42° 26′ 45″ nord, 9° 21′ 53″ est               | « PA2B000023 »                                 | Inscrit                                        | 2012                                           | Image manquante Téléverser                        |
| Chapelle Sainte-Marie                                                               | Casalta                      |                                                | 42° 26′ 14″ nord, 9° 24′ 34″ est               | « PA00099180 »                                 | Classé                                         | 1980                                           | Image manquante Téléverser                        |
| Palais épiscopal                                                                    | Casalta                      |                                                | 42° 26′ 15″ nord, 9° 24′ 33″ est               | « PA00099181 »                                 | Classé                                         | 1980                                           | Image manquante Téléverser                        |
| Église Saint-Pancrace                                                               | Castellare-di-Casinca        | San Pancrazio                                  | 42° 28′ 16″ nord, 9° 29′ 10″ est               | « PA00099182 »                                 | Inscrit                                        | 1926                                           | Église Saint-Pancrace                             |
| Église Saint-Thomas                                                                 | Castello-di-Rostino          |                                                | 42° 28′ 11″ nord, 9° 18′ 46″ est               | « PA00099183 »                                 | Classé                                         | 1927                                           | Église Saint-Thomas                               |
| Pont de Ponte Nuovo                                                                 | Castello-di-Rostino          | Ponte Novu                                     | 42° 29′ 10″ nord, 9° 16′ 50″ est               | « PA00099184 »                                 | Inscrit                                        | 1928                                           | Pont de Ponte Nuovo                               |
| Couvent de Caccia                                                                   | Castifao                     | D 47                                           | 42° 29′ 48″ nord, 9° 06′ 58″ est               | « PA00099185 »                                 | Classé                                         | 1979                                           | Couvent de Caccia                                 |
| Église San Michele                                                                  | Castirla                     | San Michele                                    | 42° 22′ 20″ nord, 9° 08′ 50″ est               | « PA00099186 »                                 | Classé                                         | 1993                                           | Église San Michele                                |
| Église de Cateri                                                                    | Cateri                       |                                                | 42° 34′ 16″ nord, 8° 53′ 34″ est               | « PA00099187 »                                 | Classé                                         | 1992                                           | Église de Cateri                                  |
| Chapelle Sainte-Anne de Bovalo                                                      | Centuri                      |                                                | 42° 57′ 42″ nord, 9° 21′ 59″ est               | « PA2B000043 »                                 | Inscrit                                        | 2020                                           | Image manquante Téléverser                        |
| Château Stoppielle                                                                  | Centuri                      | Cannelle                                       | 42° 58′ 15″ nord, 9° 21′ 37″ est               | « PA2B000021 »                                 | Inscrit                                        | 2011                                           | Château Stoppielle                                |
| Palazzu de Francesco Semidei                                                        | Centuri                      | Camera                                         | 42° 57′ 39″ nord, 9° 22′ 06″ est               | « PA2B000024 »                                 | Inscrit                                        | 2012                                           | Palazzu de Francesco Semidei                      |
| Église Saint-Sylvestre                                                              | Centuri                      | Camera                                         | 42° 57′ 36″ nord, 9° 22′ 09″ est               | « PA2B000001 »                                 | Inscrit                                        | 1996                                           | Église Saint-Sylvestre                            |
| Cathédrale Saint-Érasme                                                             | Cervione                     |                                                | 42° 19′ 52″ nord, 9° 29′ 29″ est               | « PA00099188 »                                 | Classé                                         | 1928                                           | Image manquante Téléverser                        |
| Couvent Saint-François                                                              | Cervione                     |                                                | 42° 19′ 23″ nord, 9° 29′ 31″ est               | « PA00135322 »                                 | Inscrit                                        | 1995                                           | Image manquante Téléverser                        |
| Chapelle Notre-Dame                                                                 | Corbara                      |                                                | 42° 36′ 06″ nord, 8° 54′ 37″ est               | « PA00099189 »                                 | Inscrit                                        | 1985                                           | Chapelle Notre-Dame                               |
| Couvent Saint-Dominique de Corbara                                                  | Corbara                      |                                                | 42° 36′ 11″ nord, 8° 54′ 44″ est               | « PA2B000019 »                                 | Inscrit                                        | 2011                                           | Couvent Saint-Dominique de Corbara                |
| Église de l'Annonciation                                                            | Corbara                      |                                                | 42° 36′ 54″ nord, 8° 54′ 25″ est               | « PA00099190 »                                 | Classé                                         | 2013                                           | Église de l'Annonciation                          |
| Chapelle Sainte-Croix                                                               | Corte                        | Rampe Sainte-Croix                             | 42° 18′ 24″ nord, 9° 08′ 59″ est               | « PA00099191 »                                 | Inscrit                                        | 1985                                           | Chapelle Sainte-Croix                             |
| Citadelle de Corte                                                                  | Corte                        |                                                | 42° 18′ 21″ nord, 9° 08′ 54″ est               | « PA00099192 »                                 | Classé                                         | 1977                                           | Citadelle de Corte                                |
| Église de l'Annonciation                                                            | Corte                        | Place Gaffory                                  | 42° 18′ 17″ nord, 9° 08′ 59″ est               | « PA00099193 »                                 | Inscrit                                        | 1973                                           | Église de l'Annonciation                          |
| Église San Giovanni Battista                                                        | Corte                        | San Giovanni                                   | 42° 17′ 39″ nord, 9° 10′ 02″ est               | « PA00099194 »                                 | Classé                                         | 1968                                           | Église San Giovanni Battista                      |
| Immeuble                                                                            | Corte                        | 11 rue du Colonel-Feracci                      | 42° 18′ 22″ nord, 9° 08′ 59″ est               | « PA00135325 »                                 | Inscrit                                        | 1995                                           | Image manquante Téléverser                        |
| Immeuble                                                                            | Corte                        | 2 place Gaffory                                | 42° 18′ 18″ nord, 9° 08′ 58″ est               | « PA00135324 »                                 | Inscrit                                        | 1995                                           | Image manquante Téléverser                        |
| Immeuble                                                                            | Corte                        | 1 Cours Paoli                                  | 42° 18′ 21″ nord, 9° 09′ 03″ est               | « PA00135323 »                                 | Inscrit                                        | 1995                                           | Image manquante Téléverser                        |
| Maison Arrighi de Casanova                                                          | Corte                        | 5 place d'Armes                                | 42° 18′ 19″ nord, 9° 08′ 58″ est               | « PA00099265 »                                 | Inscrit                                        | 1990                                           | Maison Arrighi de Casanova                        |
| Palais national                                                                     | Corte                        | Place d'Armes Rue Balthazar Arrighi            | 42° 18′ 18″ nord, 9° 08′ 57″ est               | « PA00099195 »                                 | Inscrit                                        | 1975                                           | Palais national                                   |
| Couvent de Tuani                                                                    | Costa                        |                                                | 42° 34′ 18″ nord, 8° 59′ 46″ est               | « PA00099196 »                                 | Inscrit                                        | 1978                                           | Couvent de Tuani                                  |
| Église Saint-Martin                                                                 | Erbajolo                     |                                                | 42° 15′ 53″ nord, 9° 17′ 00″ est               | « PA00099197 »                                 | Classé                                         | 1926                                           | Église Saint-Martin                               |
| Casa Strenna                                                                        | Ersa                         | Botticella                                     | 42° 58′ 30″ nord, 9° 22′ 42″ est               | « PA2B000020 »                                 | Inscrit                                        | 2011                                           | Casa Strenna                                      |
| Église Saint-André                                                                  | Ersa                         | Granaggiolo                                    | 42° 58′ 45″ nord, 9° 23′ 20″ est               | « PA00099275 »                                 | Inscrit                                        | 1990                                           | Église Saint-André                                |
| Maison-tour de Poggio                                                               | Ersa                         | Poggio                                         | 42° 58′ 58″ nord, 9° 22′ 22″ est               | « PA2B000009 »                                 | Inscrit                                        | 2007                                           | Maison-tour de Poggio                             |
| Phare de la Giraglia                                                                | Ersa                         |                                                | 43° 01′ 36″ nord, 9° 24′ 20″ est               | « PA2B000014 »                                 | Classé                                         | 2011                                           | Phare de la Giraglia                              |
| Tour de la Giraglia                                                                 | Ersa                         | Île de la Giraglia                             | 43° 01′ 38″ nord, 9° 24′ 21″ est               | « PA2B000015 »                                 | Inscrit                                        | 2008                                           | Tour de la Giraglia                               |
| Tour de Farinole                                                                    | Farinole                     | Marina                                         | 42° 43′ 54″ nord, 9° 20′ 34″ est               | « PA00125391 »                                 | Inscrit                                        | 1993                                           | Tour de Farinole                                  |
| Chapelle Santa Maria Assunta                                                        | Favalello                    |                                                | 42° 17′ 42″ nord, 9° 16′ 21″ est               | « PA00099198 »                                 | Classé                                         | 1992                                           | Chapelle Santa Maria Assunta                      |
| Chapelle Santa Maria Assunta                                                        | Furiani                      |                                                | 42° 38′ 44″ nord, 9° 24′ 13″ est               | « PA00099282 »                                 | Classé                                         | 1992                                           | Chapelle Santa Maria Assunta                      |
| Tour de Furiani                                                                     | Furiani                      |                                                | 42° 39′ 31″ nord, 9° 24′ 53″ est               | « PA00099199 »                                 | Inscrit                                        | 1987                                           | Tour de Furiani                                   |
| Tour de Galéria                                                                     | Galéria                      |                                                | 42° 25′ 08″ nord, 8° 39′ 27″ est               | « PA00132605 »                                 | Inscrit                                        | 1994                                           | Tour de Galéria                                   |
| Chapelle San Pantaleone                                                             | Gavignano                    | Borgo                                          | 42° 25′ 07″ nord, 9° 16′ 51″ est               | « PA00099200 »                                 | Classé                                         | 1975                                           | Chapelle San Pantaleone                           |
| Chapelle de la confrérie                                                            | Ghisoni                      | Rue Principale                                 | 42° 06′ 14″ nord, 9° 12′ 42″ est               | « PA00099201 »                                 | Inscrit                                        | 1989                                           | Image manquante Téléverser                        |
| Église San Quilico                                                                  | Giocatojo                    |                                                | 42° 26′ 36″ nord, 9° 21′ 14″ est               | « PA00099202 »                                 | Classé                                         | 1977                                           | Église San Quilico                                |
| Marché couvert                                                                      | L'Île-Rousse                 | Rue Notre-Dame Rue Pascal Paoli                | 42° 38′ 06″ nord, 8° 56′ 18″ est               | « PA00099203 »                                 | Classé                                         | 1993                                           | Marché couvert                                    |
| Chapelle San Lorenzo                                                                | Lama                         |                                                | 42° 34′ 47″ nord, 9° 09′ 11″ est               | « PA00135326 »                                 | Classé                                         | 1995                                           | Chapelle San Lorenzo                              |
| Maison Bertola                                                                      | Lama                         |                                                | 42° 34′ 35″ nord, 9° 10′ 19″ est               | « PA2B000042 »                                 | Inscrit                                        | 2019                                           | Maison Bertola                                    |
| Cavités de Laninca                                                                  | Lano                         |                                                | 42° 22′ 16″ nord, 9° 14′ 07″ est               | « PA2B000030 »                                 | Classé                                         | 2017                                           | Image manquante Téléverser                        |
| Chapelle San Cervone                                                                | Lavatoggio                   |                                                | 42° 34′ 09″ nord, 8° 52′ 56″ est               | « PA00099204 »                                 | Inscrit                                        | 1987                                           | Chapelle San Cervone                              |
| Lavoir de Lavatoggio                                                                | Lavatoggio                   |                                                | 42° 34′ 30″ nord, 8° 52′ 39″ est               | « PA00099205 »                                 | Inscrit                                        | 1987 2022                                      | Lavoir de Lavatoggio                              |
| Église Saint-André                                                                  | Loreto-di-Casinca            |                                                | 42° 28′ 38″ nord, 9° 25′ 54″ est               | « PA00099206 »                                 | Classé                                         | 1976                                           | Église Saint-André                                |
| Cathédrale Sainte-Marie-de-l'Assomption                                             | Lucciana                     | Route de la Canonica (D 107)                   | 42° 32′ 21″ nord, 9° 29′ 43″ est               | « PA00099209 »                                 | Classé                                         | 1886                                           | Cathédrale Sainte-Marie-de-l'Assomption           |
| Chapelle San Perteo                                                                 | Lucciana                     |                                                | 42° 32′ 17″ nord, 9° 29′ 20″ est               | « PA00099207 »                                 | Classé                                         | 1886                                           | Chapelle San Perteo                               |
| Cité antique de Mariana                                                             | Lucciana                     | Route de la Canonica (D 107)                   | 42° 32′ 21″ nord, 9° 29′ 44″ est               | « PA00099208 »                                 | Classé                                         | 1969 1991                                      | Cité antique de Mariana                           |
| Église Saint-Michel                                                                 | Lucciana                     |                                                | 42° 32′ 47″ nord, 9° 25′ 03″ est               | « PA00132606 »                                 | Inscrit                                        | 1994                                           | Église Saint-Michel                               |
| Chapelle Saint-Pierre-Saint-Paul                                                    | Lumio                        |                                                | 42° 34′ 11″ nord, 8° 49′ 58″ est               | « PA00099210 »                                 | Classé                                         | 1980                                           | Chapelle Saint-Pierre-Saint-Paul                  |
| Église Saint-Pierre-de-Piazza                                                       | Luri                         |                                                | 42° 53′ 49″ nord, 9° 24′ 15″ est               | « PA00099271 »                                 | Inscrit                                        | 1990                                           | Église Saint-Pierre-de-Piazza                     |
| Villa Saint-Jacques de Luri                                                         | Luri                         |                                                | 42° 53′ 48″ nord, 9° 24′ 26″ est               | « PA2B000027 »                                 | Inscrit                                        | 2014                                           | Image manquante Téléverser                        |
| Tour de Sénèque                                                                     | Luri                         |                                                | 42° 54′ 18″ nord, 9° 22′ 21″ est               | « PA00099211 »                                 | Classé                                         | 1840                                           | Tour de Sénèque                                   |
| Chapelle Saint-Rainier                                                              | Montegrosso                  |                                                | 42° 32′ 44″ nord, 8° 52′ 45″ est               | « PA00099212 »                                 | Classé                                         | 1930                                           | Chapelle Saint-Rainier                            |
| Église Saint-Augustin de Montemaggiore                                              | Montegrosso                  |                                                | 42° 32′ 09″ nord, 8° 52′ 25″ est               | « PA00099213 »                                 | Inscrit                                        | 1987                                           | Église Saint-Augustin de Montemaggiore            |
| Église Saint-François-Xavier                                                        | Monticello                   |                                                | 42° 37′ 01″ nord, 8° 57′ 18″ est               | « PA00099214 »                                 | Classé                                         | 1992                                           | Église Saint-François-Xavier                      |
| Couvent Saint-François                                                              | Morosaglia                   | Convento                                       | 42° 26′ 05″ nord, 9° 17′ 54″ est               | « PA00099283 »                                 | Inscrit                                        | 1992                                           | Couvent Saint-François                            |
| Église Santa Reparata                                                               | Morosaglia                   |                                                | 42° 26′ 14″ nord, 9° 18′ 08″ est               | « PA00125392 »                                 | Inscrit                                        | 1993                                           | Église Santa Reparata                             |
| Musée Pascal-Paoli                                                                  | Morosaglia                   | Stretta                                        | 42° 26′ 16″ nord, 9° 18′ 32″ est               | « PA00099215 »                                 | Inscrit                                        | 1975                                           | Musée Pascal-Paoli                                |
| Pont de Ponte Leccia                                                                | Morosaglia                   | Ponte Leccia                                   | 42° 27′ 46″ nord, 9° 12′ 25″ est               | « PA00099216 »                                 | Inscrit                                        | 1928                                           | Pont de Ponte Leccia                              |
| Château Fantauzzi                                                                   | Morsiglia                    |                                                | 42° 56′ 52″ nord, 9° 21′ 58″ est               | « PA2B000022 »                                 | Inscrit                                        | 2011                                           | Image manquante Téléverser                        |
| Couvent de l'Annonciation                                                           | Morsiglia                    |                                                | 42° 57′ 12″ nord, 9° 21′ 44″ est               | « PA00135327 »                                 | Inscrit                                        | 1995                                           | Couvent de l'Annonciation                         |
| Église Saint-Cyprien                                                                | Morsiglia                    | Mucchieta                                      | 42° 56′ 27″ nord, 9° 22′ 08″ est               | « PA2B000002 »                                 | Inscrit                                        | 1996                                           | Église Saint-Cyprien                              |
| Tour Saint-Jean                                                                     | Morsiglia                    | Baragogna                                      | 42° 56′ 42″ nord, 9° 22′ 02″ est               | « PA00099266 »                                 | Inscrit                                        | 1990                                           | Tour Saint-Jean                                   |
| Chapelle Santa-Maria-d'Arca                                                         | Muracciole                   | Arca                                           | 42° 10′ 25″ nord, 9° 11′ 00″ est               | « PA00099276 »                                 | Classé                                         | 1992                                           | Chapelle Santa-Maria-d'Arca                       |
| Église Saint-Michel                                                                 | Murato                       |                                                | 42° 34′ 45″ nord, 9° 19′ 44″ est               | « PA00099217 »                                 | Classé                                         | 1840                                           | Église Saint-Michel                               |
| Chapelle Saint-Jacques-le-Majeur                                                    | Muro                         |                                                | 42° 33′ 14″ nord, 8° 54′ 45″ est               | « PA2B000031 »                                 | Inscrit                                        | 2016                                           | Chapelle Saint-Jacques-le-Majeur                  |
| Église Notre-Dame-de-l'Annonciation                                                 | Muro                         |                                                | 42° 32′ 48″ nord, 8° 54′ 53″ est               | « PA2B000032 »                                 | Inscrit                                        | 2016                                           | Église Notre-Dame-de-l'Annonciation               |
| Chapelle Santu Petru di Nesce                                                       | Nessa                        |                                                | 42° 33′ 08″ nord, 8° 56′ 51″ est               | « PA00099269 »                                 | Inscrit                                        | 1990                                           | Chapelle Santu Petru di Nesce                     |
| Église Sainte-Julie                                                                 | Nonza                        | Place Louis Carlini                            | 42° 47′ 06″ nord, 9° 20′ 43″ est               | « PA00099218 »                                 | Inscrit                                        | 1984                                           | Église Sainte-Julie                               |
| Tour de Nonza                                                                       | Nonza                        | Torra                                          | 42° 47′ 06″ nord, 9° 20′ 37″ est               | « PA00099219 »                                 | Inscrit                                        | 1926                                           | Tour de Nonza                                     |
| Église Santa Croce                                                                  | Novella                      |                                                | 42° 35′ 09″ nord, 9° 06′ 58″ est               | « PA00099220 »                                 | Inscrit                                        | 1985                                           | Église Santa Croce                                |
| Tombeau de Maestracci                                                               | Occhiatana                   |                                                | 42° 34′ 26″ nord, 9° 00′ 32″ est               | « PA00099221 »                                 | Inscrit                                        | 1989                                           | Tombeau de Maestracci                             |
| Tour d'Albo                                                                         | Ogliastro                    | Marine d'Albo                                  | 42° 48′ 29″ nord, 9° 20′ 02″ est               | « PA00099284 »                                 | Inscrit                                        | 1992                                           | Tour d'Albo                                       |
| Couvent Saint-François                                                              | Oletta                       |                                                | 42° 38′ 14″ nord, 9° 20′ 53″ est               | « PA00099222 »                                 | Inscrit                                        | 1974                                           | Couvent Saint-François                            |
| Église Saint-André                                                                  | Oletta                       |                                                | 42° 38′ 00″ nord, 9° 21′ 18″ est               | « PA00099223 »                                 | Classé                                         | 1979                                           | Église Saint-André                                |
| Grotta Scritta d'Olmeta-di-Capocorso                                                | Olmeta-di-Capocorso          |                                                | 42° 46′ 17″ nord, 9° 21′ 12″ est               | « PA2B000028 »                                 | Inscrit                                        | 2014                                           | Image manquante Téléverser                        |
| Tour de Negro                                                                       | Olmeta-di-Capocorso          | Negru                                          | 42° 45′ 39″ nord, 9° 20′ 25″ est               | « PA00099285 »                                 | Inscrit                                        | 1992                                           | Tour de Negro                                     |
| Château de Tuda                                                                     | Olmeta-di-Tuda               |                                                | 42° 36′ 42″ nord, 9° 21′ 18″ est               | « PA00099224 »                                 | Inscrit                                        | 1977                                           | Château de Tuda                                   |
| Église Saint-André                                                                  | Omessa                       |                                                | 42° 22′ 13″ nord, 9° 11′ 54″ est               | « PA00099225 »                                 | Classé                                         | 2019                                           | Église Saint-André                                |
| Église Notre-Dame-de-l'Annonciation                                                 | Palasca                      |                                                | 42° 35′ 20″ nord, 9° 02′ 35″ est               | « PA2B000033 »                                 | Inscrit                                        | 2016                                           | Église Notre-Dame-de-l'Annonciation               |
| Église Saint-Martin                                                                 | Patrimonio                   | Cardeto                                        | 42° 42′ 02″ nord, 9° 21′ 43″ est               | « PA00099226 »                                 | Inscrit                                        | 1939                                           | Église Saint-Martin                               |
| Église Saint-Michel                                                                 | Penta-di-Casinca             |                                                | 42° 27′ 42″ nord, 9° 27′ 31″ est               | « PA00099267 »                                 | Inscrit                                        | 1990                                           | Église Saint-Michel                               |
| Couvent de Valle d'Alesani                                                          | Piazzali                     |                                                | 42° 19′ 11″ nord, 9° 24′ 08″ est               | « PA00099227 »                                 | Classé                                         | 1983                                           | Couvent de Valle d'Alesani                        |
| Église Santa Maria Assunta                                                          | Piedicorte-di-Gaggio         |                                                | 42° 14′ 10″ nord, 9° 19′ 41″ est               | « PA00099228 »                                 | Classé                                         | 1958                                           | Église Santa Maria Assunta                        |
| Chapelle de la confrérie Santa Devota                                               | Piedicroce                   |                                                | 42° 22′ 34″ nord, 9° 22′ 04″ est               | « PA00099229 »                                 | Classé                                         | 1976                                           | Chapelle de la confrérie Santa Devota             |
| Église Saints-Pierre-et-Paul                                                        | Piedicroce                   |                                                | 42° 22′ 35″ nord, 9° 22′ 04″ est               | « PA00099230 »                                 | Classé                                         | 1976                                           | Église Saints-Pierre-et-Paul                      |
| Chapelle Santa Maria Assunta                                                        | Pie-d'Orezza                 |                                                | 42° 22′ 17″ nord, 9° 21′ 13″ est               | « PA00099286 »                                 | Classé                                         | 1992                                           | Image manquante Téléverser                        |
| Église Saint-Roch                                                                   | Pietraserena                 |                                                | 42° 14′ 11″ nord, 9° 20′ 43″ est               | « PA00099231 »                                 | Classé                                         | 1992                                           | Église Saint-Roch                                 |
| Chapelle Saint-Laurent                                                              | Pietroso                     |                                                | 42° 09′ 35″ nord, 9° 16′ 18″ est               | « PA00099232 »                                 | Classé                                         | 1986                                           | Image manquante Téléverser                        |
| Enclos A. Vaccaghja                                                                 | Pigna                        |                                                | 42° 36′ 00″ nord, 8° 54′ 11″ est               | « PA00099270 »                                 | Inscrit                                        | 1990                                           | Enclos A. Vaccaghja                               |
| Chapelle San Quilico                                                                | Poggio-d'Oletta              |                                                | 42° 39′ 53″ nord, 9° 21′ 20″ est               | « PA00099233 »                                 | Classé                                         | 1979                                           | Chapelle San Quilico                              |
| Chapelle Sainte-Croix                                                               | Poggio-d'Oletta              |                                                | 42° 38′ 24″ nord, 9° 21′ 36″ est               | « PA2B000034 »                                 | classé                                         | 2019                                           | Chapelle Sainte-Croix                             |
| Chapelle Sainte-Croix                                                               | Poggio-Marinaccio            |                                                | 42° 26′ 02″ nord, 9° 21′ 14″ est               | « PA2B000035 »                                 | Classé                                         | 2017                                           | Image manquante Téléverser                        |
| Église Saint-Blaise                                                                 | Poggio-Marinaccio            |                                                | 42° 26′ 03″ nord, 9° 21′ 13″ est               | « PA2B000041 »                                 | classé                                         | 2019                                           | Église Saint-Blaise                               |
| Maison Sebastiani-Conneau                                                           | La Porta                     |                                                | 42° 25′ 23″ nord, 9° 21′ 09″ est               | « PA2B000016 »                                 | Inscrit Inscrit                                | 2008 2011                                      | Maison Sebastiani-Conneau                         |
| Église Saint-Jean-Baptiste                                                          | La Porta                     | Place de la Porta                              | 42° 25′ 23″ nord, 9° 21′ 10″ est               | « PA00099234 »                                 | Classé                                         | 1975                                           | Église Saint-Jean-Baptiste                        |
| Castello de Serravalle                                                              | Prato-di-Giovellina          |                                                | 42° 26′ 19″ nord, 9° 09′ 53″ est               | « PA2B000003 »                                 | Inscrit                                        | 1996                                           | Castello de Serravalle                            |
| Église Santa Maria                                                                  | Pruno                        |                                                | 42° 24′ 58″ nord, 9° 26′ 24″ est               | « PA00099235 »                                 | Classé                                         | 1983                                           | Image manquante Téléverser                        |
| Église Notre-Dame-du-Mont-Carmel                                                    | Quercitello                  | Stoppia Nova                                   | 42° 25′ 51″ nord, 9° 20′ 23″ est               | « PA00099236 »                                 | Classé                                         | 1976                                           | Image manquante Téléverser                        |
| Église San Cipriano                                                                 | Quercitello                  |                                                | 42° 25′ 42″ nord, 9° 21′ 17″ est               | « PA00099237 »                                 | Inscrit                                        | 1976                                           | Image manquante Téléverser                        |
| Église Saint-Césaire                                                                | Rapale                       |                                                | 42° 35′ 25″ nord, 9° 18′ 07″ est               | « PA00099238 »                                 | Classé                                         | 1840                                           | Image manquante Téléverser                        |
| Castello San Colombano                                                              | Rogliano                     | Vignale                                        | 42° 57′ 03″ nord, 9° 24′ 41″ est               | « PA2B000004 »                                 | Inscrit                                        | 1996                                           | Castello San Colombano                            |
| Chapelle de confrérie                                                               | Rogliano                     | Bettolacce                                     | 42° 57′ 23″ nord, 9° 25′ 10″ est               | « PA00099239 »                                 | Classé                                         | 1976                                           | Chapelle de confrérie                             |
| Chapelle Saint-Jean-Baptiste                                                        | Rogliano                     |                                                | 42° 57′ 22″ nord, 9° 25′ 09″ est               | « PA2B000036 »                                 | Inscrit                                        | 2016                                           | Image manquante Téléverser                        |
| Église Santa Maria della Chiappella                                                 | Rogliano                     |                                                | 42° 59′ 12″ nord, 9° 27′ 14″ est               | « PA00099272 »                                 | Inscrit                                        | 1990                                           | Église Santa Maria della Chiappella               |
| Grotte de la Coscia                                                                 | Rogliano                     |                                                | 42° 57′ 57″ nord, 9° 27′ 24″ est               | « PA2B000010 »                                 | Classé                                         | 2007                                           | Image manquante Téléverser                        |
| Tour de Rogliano                                                                    | Rogliano                     | Parocchia                                      | 42° 57′ 18″ nord, 9° 25′ 08″ est               | « PA00099240 »                                 | Inscrit                                        | 1935                                           | Tour de Rogliano                                  |
| Tour de Santa Maria-della-Chiappella                                                | Rogliano                     | Santa Maria                                    | 42° 59′ 27″ nord, 9° 27′ 07″ est               | « PA00099277 »                                 | Inscrit                                        | 1991                                           | Tour de Santa Maria-della-Chiappella              |
| Citadelle de Saint-Florent                                                          | Saint-Florent                |                                                | 42° 40′ 58″ nord, 9° 18′ 06″ est               | « PA00099278 »                                 | Inscrit Classé                                 | 1991 1994                                      | Citadelle de Saint-Florent                        |
| Église Sainte-Marie                                                                 | Saint-Florent                |                                                | 42° 40′ 53″ nord, 9° 18′ 00″ est               | « PA00099241 »                                 | Classé                                         | 1840                                           | Église Sainte-Marie                               |
| Tour de la Mortella                                                                 | Saint-Florent                |                                                | 42° 42′ 54″ nord, 9° 15′ 25″ est               | « PA00099279 »                                 | Inscrit                                        | 1991                                           | Tour de la Mortella                               |
| Église San Giovanni                                                                 | San-Giovanni-di-Moriani      |                                                | 42° 22′ 39″ nord, 9° 28′ 36″ est               | « PA00099242 »                                 | Classé Inscrit                                 | 1989                                           | Église San Giovanni                               |
| Château Cagninacci (Ancien couvent des Capucins)                                    | San-Martino-di-Lota          | Convento                                       | 42° 44′ 17″ nord, 9° 25′ 58″ est               | « PA00099280 »                                 | Inscrit                                        | 1991                                           | Château Cagninacci(Ancien couvent des Capucins)   |
| Église Saint-Martin de San-Martino-di-Lota et Chapelle de la confrérie sainte-Croix | San-Martino-di-Lota          |                                                | 42° 44′ 11″ nord, 9° 26′ 17″ est               | « PA2B000044 »                                 | Inscrit                                        | 2020                                           | Image manquante Téléverser                        |
| Église San Nicolao                                                                  | San-Nicolao                  |                                                | 42° 22′ nord, 9° 30′ est                       | « PA00099243 »                                 | Classé                                         | 1976                                           | Église San Nicolao                                |
| Église paroissiale Sainte-Lucie                                                     | Santa-Lucia-di-Moriani       |                                                | 42° 22′ 48″ nord, 9° 29′ 34″ est               | « PA2B000048 »                                 | Inscrit                                        | 2024                                           | Image manquante Téléverser                        |
| Tour de Miomo                                                                       | Santa-Maria-di-Lota          | Miomo                                          | 42° 44′ 29″ nord, 9° 27′ 42″ est               | « PA00099244 »                                 | Inscrit                                        | 1927                                           | Tour de Miomo                                     |
| Église Saint-André                                                                  | Sant'Andréa-di-Bozio         |                                                | 42° 17′ 41″ nord, 9° 18′ 26″ est               | « PA00125393 »                                 | Inscrit                                        | 1993                                           | Église Saint-André                                |
| Église Santa Reparata                                                               | Santa-Reparata-di-Balagna    | Poggio                                         | 42° 36′ 14″ nord, 8° 55′ 46″ est               | « PA00099245 »                                 | Classé                                         | 1976                                           | Église Santa Reparata                             |
| Couvent Saint-Joseph                                                                | Santo-Pietro-di-Tenda        |                                                | 42° 36′ 33″ nord, 9° 16′ 19″ est               | « PA00099246 »                                 | Inscrit Classé                                 | 1977 1989                                      | Couvent Saint-Joseph                              |
| Dolmen du Mont-Rivinco                                                              | Santo-Pietro-di-Tenda        |                                                | 42° 40′ 12″ nord, 9° 15′ 27″ est               | « PA00099247 »                                 | Classé                                         | 1889                                           | Dolmen du Mont-Rivinco                            |
| Église Saint-Jean                                                                   | Santo-Pietro-di-Tenda        |                                                | 42° 36′ 17″ nord, 9° 15′ 39″ est               | « PA00099273 »                                 | Inscrit                                        | 1990                                           | Église Saint-Jean                                 |
| Site archéologique dit du Monte Revincu                                             | Santo-Pietro-di-Tenda        |                                                | 42° 40′ 12″ nord, 9° 15′ 25″ est               | « PA2B000037 »                                 | Classé                                         | 2018                                           | Site archéologique dit du Monte Revincu           |
| Chapelle San Nicolao                                                                | Sermano                      |                                                | 42° 18′ 42″ nord, 9° 15′ 55″ est               | « PA00099248 »                                 | Classé                                         | 1992                                           | Image manquante Téléverser                        |
| Couvent Sainte-Catherine                                                            | Sisco                        |                                                | 42° 49′ 03″ nord, 9° 29′ 12″ est               | « PA00099249 »                                 | Inscrit Classé                                 | 1957                                           | Couvent Sainte-Catherine                          |
| Église Saint-Jean                                                                   | Sorbo-Ocagnano               |                                                | 42° 28′ 42″ nord, 9° 27′ 33″ est               | « PA00099250 »                                 | Inscrit                                        | 1976                                           | Image manquante Téléverser                        |
| Chapelle Sainte-Marguerite                                                          | Sorio                        | Cimetière                                      | 42° 35′ 00″ nord, 9° 16′ 44″ est               | « PA00099251 »                                 | Classé                                         | 1936                                           | Image manquante Téléverser                        |
| Église Sainte-Lucie de Talasani                                                     | Talasani                     |                                                | 42° 24′ 30″ nord, 9° 28′ 49″ est               | « PA00099252 »                                 | Inscrit                                        | 1987                                           | Image manquante Téléverser                        |
| Église San Nicolao                                                                  | Tomino                       |                                                | 42° 56′ 47″ nord, 9° 26′ 23″ est               | « PA00099281 »                                 | Inscrit                                        | 1991                                           | Église San Nicolao                                |
| Église Saint-Jean-Baptiste                                                          | Tox                          |                                                | 42° 15′ 03″ nord, 9° 25′ 48″ est               | « PA00099253 »                                 | Inscrit                                        | 1976                                           | Église Saint-Jean-Baptiste                        |
| Église Sainte-Christine                                                             | Valle-di-Campoloro           |                                                | 42° 20′ 14″ nord, 9° 30′ 03″ est               | « PA00099256 »                                 | Classé                                         | 1840                                           | Image manquante Téléverser                        |
| Chapelle Saint-Georges                                                              | Valle-d'Orezza               |                                                | 42° 21′ 51″ nord, 9° 23′ 28″ est               | « PA00099254 »                                 | Classé                                         | 1976                                           | Image manquante Téléverser                        |
| Église Sainte-Marie                                                                 | Valle-d'Orezza               |                                                | 42° 22′ 11″ nord, 9° 23′ 43″ est               | « PA00099255 »                                 | Classé                                         | 1976                                           | Église Sainte-Marie                               |
| Ancienne église Santa Maria di Riscamone                                            | Valle-di-Rostino             |                                                | 42° 27′ 29″ nord, 9° 16′ 12″ est               | « PA00099268 »                                 | Classé                                         | 1991                                           | Ancienne église Santa Maria di Riscamone          |
| Pont Eiffel                                                                         | Venaco également sur Vivario |                                                | 42° 11′ 34″ nord, 9° 09′ 57″ est               | « PA00099257 »                                 | Inscrit                                        | 1976                                           | Pont Eiffel                                       |
| Église Santa Lucia                                                                  | Venzolasca                   |                                                | 42° 29′ 03″ nord, 9° 27′ 14″ est               | « PA00099258 »                                 | Inscrit                                        | 1926                                           | Église Santa Lucia                                |
| Ancien couvent des Capucins de Vescovato                                            | Vescovato                    |                                                | 42° 29′ 33″ nord, 9° 26′ 36″ est               | « PA2B000025 »                                 | Inscrit                                        | 2012                                           | Ancien couvent des Capucins de Vescovato          |
| Maison Filippi-Luigi-Saladini                                                       | Ville-di-Paraso              |                                                | 42° 33′ 58″ nord, 8° 59′ 21″ est               | « PA2B000038 »                                 | Inscrit                                        | 2016                                           | Image manquante Téléverser                        |
| Glacière Nivera Nuova                                                               | Ville-di-Pietrabugno         |                                                | 42° 43′ 26″ nord, 9° 25′ 07″ est               | « PA2B000040 »                                 | Inscrit                                        | 2018                                           | Image manquante Téléverser                        |
| Fortin de Pasciolo                                                                  | Vivario                      |                                                | 42° 10′ 52″ nord, 9° 09′ 42″ est               | « PA00099259 »                                 | Classé                                         | 1977                                           | Fortin de Pasciolo                                |
| Fort de Vizzavona                                                                   | Vivario                      | Col de Vizzavona                               | 42° 06′ 49″ nord, 9° 06′ 46″ est               | « PA00099287 »                                 | Inscrit                                        | 1992                                           | Fort de Vizzavona                                 |
| Viaduc sur le Vecchio                                                               | Vivario également sur Venaco |                                                | 42° 11′ 34″ nord, 9° 09′ 57″ est               | « PA00099260 »                                 | Inscrit                                        | 1976                                           | Viaduc sur le Vecchio                             |
| Couvent d'Alziprato                                                                 | Zilia                        | D 151                                          | 42° 31′ 18″ nord, 8° 52′ 10″ est               | « PA00099261 »                                 | Inscrit                                        | 1966                                           | Image manquante Téléverser                        |